# Eastlake (Ohio)
Eastlake es una ciudad ubicada en el condado de Lake en el estado estadounidense de Ohio. En el Censo de 2010 tenía una población de 18577 habitantes y una densidad poblacional de 1.099,25 personas por km².

## Geografía
Eastlake se encuentra ubicada en las coordenadas 41°39′21″N 81°26′2″O / 41.65583, -81.43389. Según la Oficina del Censo de los Estados Unidos, Eastlake tiene una superficie total de 16.9 km², de la cual 16.56 km² corresponden a tierra firme y (1.99%) 0.34 km² es agua.

## Demografía
Según el censo de 2010, había 18577 personas residiendo en Eastlake. La densidad de población era de 1.099,25 hab./km². De los 18577 habitantes, Eastlake estaba compuesto por el 95.94% blancos, el 1.43% eran afroamericanos, el 0.14% eran amerindios, el 1% eran asiáticos, el 0% eran isleños del Pacífico, el 0.26% eran de otras razas y el 1.23% pertenecían a dos o más razas. Del total de la población el 1.42% eran hispanos o latinos de cualquier raza.